# Crystal Raindrop
Crystal Raindrop $20 – srebrna moneta kolekcjonerska o nominale 20 $ wyemitowana w listopadzie 2008 roku. W Polsce znana jako Zielony Liść Klonu lub też Kropla Deszczu. Pierwsza moneta z serii zawierających motyw liścia zwieńczony kryształkiem firmy Swarovski.

## Awers
Na awersie monety znajduje się profil królowej Kanady Elżbiety II, po prawej stronie portretu znajduje się napis D.G. Regina, skrót od łac. Dei Gracia Regina.

## Rewers
Rewers monety przedstawia zielony liść klonu zwieńczony kryształkiem Swarovskiego imitującego kroplę deszczu. Pod zagięciem liścia wyraźnie jest oznaczony nominał wynoszący 20 $. Nad całym liściem góruje napis "Canada 2008", pod ósemką zaznaczone są inicjały projektanta monety Celii Godkin, czyli CG.